# Horní Válce
Horní Válce (dříve též Horní Valdsee, německy Waldsee) jsou osada a základní sídelní jednotka města Mohelnice v okrese Šumperk. Nachází se asi 1,7 km západně od centra Mohelnice. V roce 1930 zde žilo 141 obyvatel v 30 domech.
Osada Horní Válce je rozdělena do dvou katastrálních území. Jižní část připadá KÚ Mohelnice, zatímco severní část připadá KÚ Podolí u Mohelnice.
Osadou prochází silnice III/3537, severně od Horních Válců prochází silnice I/35. Jižně od Horních Válců protéká Podolský potok. Je zde registrováno 65 čísel popisných. Nachází se zde hřbitov, kříž, dětské a fotbalové hřiště.
Osada Dolní Válce splynula s osadou Horní Krčmy jižně od Mohelnice.
| Rok            | 1869 | 1880 | 1890 | 1900 | 1910 | 1921 | 1930 |
| -------------- | ---- | ---- | ---- | ---- | ---- | ---- | ---- |
| Počet obyvatel | 193  | 189  | 191  | 162  | 137  | 146  | 141  |
| Počet domů     | 33   | 33   | 31   | 31   | 31   | 31   | 30   |